# Papa Benedetto IV
Benedetto IV (Roma, ... – luglio 903) è stato il 117º papa della Chiesa cattolica da giugno 900 alla sua morte.

## Biografia

### Origini e carriera ecclesiastica
Originario di Roma, figlio di un certo Mammolo, Benedetto fu ordinato prete da papa Formoso e successivamente fu canonico regolare del Laterano.

### Pontificato

#### L'elezione
Successe a Giovanni IX in una data imprecisata tra il gennaio e il maggio del 900, datazione approssimativa che rivela lo stato caotico in cui versava la Roma del tempo, insanguinata dai contrasti tra le fazioni dei formosiani ("filo-germanici") e degli antiformosiani ("filo-spoletini" e nazionalisti). Le scarse informazioni che si hanno in merito, peraltro non del tutto coincidenti, possono essere ricavate solo dal Liber pontificalis o dai Regesta pontificum romanorum.

#### Governo della Chiesa
Come il predecessore Giovanni, del quale seguì la linea politico-religiosa, Benedetto proveniva dalla fazione formosiana, e pertanto si schierò su posizioni opposte a quelle di Papa Stefano VI (896-897), che aveva annullato tutte le ordinazioni del predecessore Formoso, chiedendo ai presbiteri e ai vescovi di scrivere essi stessi lettere in cui rinunciavano alle loro ordinazioni ormai invalidate. I successivi papi Romano, Teodoro II e Giovanni IX invertirono questa politica ecclesiastica del tutto nociva per la stabilità della Chiesa, e Benedetto proseguì in questa direzione.
Tra i vescovi reinsediati da Benedetto vi fu il francese Argrino, vescovo di Langres, che, dopo aver ricevuto il pallio da Formoso, era stato deposto, come altri, da Stefano VI nell'897. Giovanni IX lo aveva reintegrato, e il 31 agosto 900 Benedetto tenne un sinodo in Laterano, in cui confermò Argrino come vescovo di Langres.
Sul piano pastorale, Benedetto IV lottò su più fronti per risolvere intricate questioni. Scomunicò formalmente gli uccisori di Folco il Venerabile, arcivescovo di Reims assassinato il 17 giugno 900, ed esortò i vescovi francesi ad aderire alla sentenza. Nonostante il divieto canonico per i vescovi di traslare da una diocesi ad un'altra, dopo la morte di Atanasio II, arcivescovo di Napoli, intervenne energicamente in favore della validità dell'elezione di Stefano su quella sede, benché fino all'872 fosse stato arcivescovo della sede di Sorrento. Difese inoltre con vigore anche Maclaceno, arcivescovo di Amasia (l'odierna Amasya in Turchia) che i Turchi (all'epoca erroneamente confusi con i Saraceni) avevano cacciato dalla sua sede, ed inviò lettere in cui raccomandava a tutti i cristiani di assisterlo e proteggerlo.

#### Relazioni con l'Impero

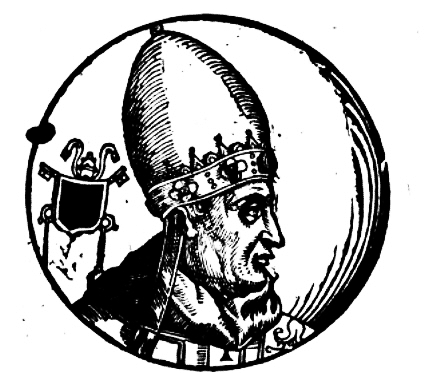
Benedetto IV, disegno estratto da Bartolomeo Sacchi detto il Platina, Vite De' Pontefici, a cura di Onofrio Panvinio, per i tipografi Turrini, e Brigonci, Venezia 1663

Nell'898 il giovane imperatore Lamberto II di Spoleto era morto senza eredi, lasciando così il trono imperiale vacante. Benedetto era ben consapevole che, nel vuoto politico creatosi, Roma non aveva né amici né alleati, ma soltanto nemici interni e minacce esterne. Davanti alle incursioni degli Ungari nell'Italia settentrionale e dei Saraceni nel Meridione, Benedetto aderì all'opinione di molti vescovi e nobili italiani che ritenevano di trovare una soluzione conferendo il titolo e la corona d'imperatore a Ludovico III di Provenza, che al momento sembrava essere il feudatario più potente militarmente ed il più degno erede della corona. Nel febbraio del 901 pertanto Ludovico venne incoronato a Roma, lasciando però la città subito dopo l'incoronazione. Durante il rientro in patria Ludovico venne inaspettatamente sconfitto in battaglia dallo screditato Berengario I del Friuli che aveva ripreso il sopravvento e stava tentando di capovolgere la situazione a suo favore per ottenere la corona. Prima di lasciare Roma, Ludovico aveva nominato iudices i più illustri maggiorenti della città, tra cui Teofilatto e Crescenzio I, capostipite dei Crescenzi, le cui famiglie avrebbero monopolizzato sia la città sia il Soglio pontificio negli anni a venire.

### Morte
Benedetto IV morì probabilmente nel luglio del 903 e fu sepolto nell'Antica Basilica di San Pietro in Vaticano. Il cronista Flodoardo (894-966), canonico della cattedrale di Reims, lo elogiò per la sua generosità verso i poveri.

### Medievale
- (LA) Flodoardo di Reims, De Triumphis Christi Apud Italiam Libri Quatordecim. URL consultato il 1º novembre 2015.

### Moderna
- Ottorino Bertolini, Benedetto IV, collana Enciclopedia dei Papi, vol. 2, Roma, Istituto dell'Enciclopedia Italiana, 2000, SBN USS0002453. URL consultato il 1º gennaio 2015.
- Karl Bihlmeyer ed Hermann Tuechle, Il Medioevo, a cura di Igino Rogger, collana Storia della Chiesa, vol. 2, 2ª ed., Brescia, Morcelliana, 1960, SBN RAV0268782.
- Gaetano Moroni, Dizionario di erudizione storico-ecclesiastica da S. Pietro sino ai nostri giorni, vol. 4, Venezia, Tipografia Emiliana, 1840, SBN RMR0002439. URL consultato il 31 ottobre 2015.
- Claudio Rendina, I Papi - storia e segreti, Roma, Newton&Compton editori, 2005, SBN PAL0279694.